# Développement urbain de Lille
Lille, contrairement à beaucoup de villes françaises, ne s'est pas développé circulairement autour d'un hyper-centre mais par la construction de quartiers entiers en absorbant des villes avoisinantes. Ce processus est encore d'actualité avec l'intégration de Lomme en 2000. Ces quartiers-ville, tel Wazemmes, gardent leur âme, un peu à l'image de Belleville à Paris.

## Les principales étapes du développement

### Les premières extensions de la ville
La ville s'est étendue à partir de son noyau originel autour du castrum, du forum et de Fins, par des extensions de son enceinte, englobant successivement, au début du XIIe siècle, au sud-est de la paroisse Saint-Maurice, le quartier Saint-Sauveur érigé en paroisse en 1124, le faubourg de Weppes ou quartier Sainte-Catherine 11 hectares au sud-est du quartier Saint-Pierre vers 1370. Sur les premières représentations de la ville du milieu du XVIe siècle (plan de Guirchardin de 1567), celle-ci a une forme allongée nord-ouest-sud-est de la porte Saint-Pierre (emplacement du croisement des actuelles rues de la Collégiale et Négrier) à la porte des Malades (actuelle porte de Paris) autour d'un axe correspondant aux actuelles rues de la Collégiale, de la Monnaie, de la Grande-Chaussée, Pierre-Mauroy  avec un étranglement en largeur entre la place des Reignaux et l'angle sud de l'actuelle place Rihour et une extension au nord-est correspondant au château de Courtrai.
Deux agrandissements sont réalisés en 1606 de 17 hectares englobant le faubourg du Molinel au sud-est (emplacement autour de l'actuelle rue de l'Hôpital-Militaire), en 1617 de 33 hectares au nord-est autour de la rue de Gand englobant l'ancien château de Courtrai.
Au XVIIe siècle, de petits faubourgs (peu représentés sur les premiers plans de la ville) s'étendaient au-delà de l'enceinte fortifiée, faubourg Saint-Pierre au nord le long de la rue Saint-André au départ de porte Saint-Pierre, faubourg de la Barre le long de la rue de la Barre au-delà de la porte de la Barre, faubourg Notre-Dame le long de la rue Notre-Dame qui conduisait à Wazemmes.

### La conquête française et le développement vers l’ouest
Après la conquête française, Vauban modernise les fortifications et construit la citadelle, dans une zone marécageuse à l’ouest de la ville. Entre l’ancienne ville et la citadelle, un nouveau quartier de 64 hectares est créé sur un plan quadrangulaire (avec pour axe principal la rue Royale). On y trouve quelques hôtels particuliers (dont l’immeuble de la Banque de France).
Au milieu du XVIIIe siècle, le canal de la Moyenne-Deûle reliant la Haute et la Basse Deûle est construit entre la citadelle et la ville. Permettant une liaison fluviale facile d'amont en aval via des écluses supprime le transbordement des marchandises par voie de terre dans les rues de la ville entre le quai du Wault et le rivage de la Basse Deûle (à l'emplacement de l'actuelle avenue du Peuple belge).

### LeXIXesiècleet l’explosion urbaine
Lille ne cesse d'acquérir un poids économique et est à l’étroit dans ses fortifications. 
En 1858, la ville s’agrandit en annexant les communes d’Esquermes, de Wazemmes et  de Moulins, actuel quartier Moulins et au sud, de Fives à l'est. Au cours des années qui suivent cette annexion, une nouvelle enceinte est construite englobant une la majeure partie du territoire des anciennes communes de Wazemmes et Moulins en cours de développement industriel et une fraction limitée de celui plus rural de la commune d'Esquermes autour de l'ancien village, laissant à Fives l'extérieur.  Il restait cependant encore à l'intérieur de ce territoire intra-muros des espaces non construits, entre Wazemmes et Moulins, entre Wazemmes et le faubourg de la Barre près de la Haute Deûle et au sud-ouest du village d'Esquermes. 
La surface de la ville intra-muros s'étend de 200 à 700 hectares. L’ancienne fortification méridionale est détruite à l'exception de la porte de Paris) préservée. Un réseau de nouvelles voies rectilignes est tracé à son emplacement et sur l'ancienne zone militaire inondable qui s'étendait derrière une digue, notamment le boulevard de la Liberté, les rues Solferino, Jacquemars Gielée, la place de la République. 
À la même époque deux percées sont réalisées à travers la ville médiévale (rue Faidherbe, rue Nationale, débouchant sur la Grand’place).
L'annexion de 1858 englobe également la commune de Fives (quartiers actuels de Fives en voie d'industrialisation et de Saint-Maurice Pellevoisin plus résidentiel) qui reste à l'extérieur de la nouvelle enceinte.
La nouvelle zone intra-muros est bâtie au cours des décennies suivantes le long des nouvelles artères. 
Wazemmes, Moulins et Fives poursuivent leur croissance industrielle accompagné du développement d'un habitat ouvrier en partie insalubre comprenant de nombreuses courées. 
A l'ouest de Wazemmes, sur l'ancienne zone inondable assainie, se développe le quartier cossu de Vauban autour de l'institut catholique fondé en 1875.  
A l’Est, entre le quartier Saint-Sauveur de la partie ancienne de la ville et Moulins-Lille, la gare de marchandises Saint-Sauveur est créée en 1865.
Sur les fortifications démantelées au cours des années 1860, des hôtels particuliers, maisons de maître et des immeubles de rapports sont construits le long des nouvelles voies, notamment boulevard de la Liberté. 
Un peu plus au sud, à l'emplacement de l'ancienne zone militaire inconstructible, le quartier de la nouvelle université d'Etat (quartier latin de Lille), ou quartier Saint-Michel, jouxtant les quartiers Wazemmes et Moulins, se construit à la fin XIXe siècle. 
Par ailleurs, l'enceinte traverse le territoire de ces trois communes annexées, Wazemmes (faubourg de la Barre) limitrophe de Lomme, Esquermes de Loos, Moulins de Faches-Thumesnil et de Ronchin. L'espace intégré à la ville de Lille compris entre l'enceinte et les communes limitrophes, encore peu peuplé dans les années 1860 s'urbanisera progressivement à partir de la fin du XIXe siècle soit le quartier des Bois-Blancs, les faubourgs de Béthune, des Postes, d'Arras et de Douai (ces trois faubourgs faisant partie du quartier de Lille-Sud. Le petit faubourg de Valenciennes sur le territoire de la commune de Fives annexée hors enceinte disparaitra absorbé par les installations ferroviaires et les voies autoroutières. 
Vers 1900, l'urbanisation est quasiment continue intra-muros à l'exception de l'extrémité sud-ouest, sur le territoire de l'ancienne commune d'Esquermes, parcourue par les multiples dérivations de l'Arbonnoise, un des bras de la Deûle. Ce secteur ne sera bâti avec le comblement des cours d'eau qu'au cours des années 1920. 
A l'intérieur du territoire de l'ancienne ville avant l'annexion de 1858, les  canaux insalubres et envasés qui sillonnaient la ville depuis le Moyen-Âge sont couverts ou comblés à partir des années 1860, le dernier en 1933 autour du parvis de la Treille et le lit de la Basse Deûle est remblayé à partir des années 1930.
La croissance urbaine et l’industrialisation profitent aussi aux faubourgs et aux villes limitrophes avec un tissu industriel et ouvrier dense (industrie ferroviaire, sidérurgie, mécanique, textile) mais aussi avec la création de zones résidentielles bourgeoises (à l’ouest de la Citadelle et sur l’axe du Grand Boulevard reliant Lille à Roubaix-Tourcoing). Les faubourgs sont séparés de Lille intra muros par les fortifications et une bande non aedificandi. Pour faciliter la défense de la ville, les constructions y sont interdites ou limitées à des habitations de torchis et bois susceptibles d’être rapidement rasées (quelques exemples subsistent). Cette zone exploitée par les réseaux de communications (chemins de fer puis autoroutes) forme encore aujourd’hui une fracture dans le tissu urbain.

### LeXXesiècle: une métropole moderne
Les fortifications ont été rasées après la Première Guerre mondiale, à l’exception de la Citadelle, des portes de Gand, de Roubaix, de Dunkerque, de portions de remparts à proximité de ces ouvrages et de casernes au nord de la ville. Leurs traces restent pourtant bien présentes à travers la zone non aedificandus qui la ceinturait. Libre d’habitation, elle a permis le passage d’axes de communications (boulevards, autoroutes et périphérique, lignes de chemin de fer), la création de quelques grands ensembles (les biscottes) ou d’infrastructures correspondant à son rôle de métropole régionale.
Les communes d’Hellemmes et de Lomme sont intégrées à Lille, respectivement en 1977 et 2000, officiellement pour les dynamiser et favoriser leur équilibre financier. Il est difficile toutefois de ne pas y voir d'arrière-pensées électorales : la nombreuse population d’ouvriers et de cheminots de ces deux villes ancrent en effet durablement Lille à gauche (tandis que l’évolution socio-économique des quartiers centraux tend à y réduire le vote socialiste). Ce rattachement a été parfois mal vécu par des habitants, en particulier par des Hellemmois qui revendiquent une identité propre et distincte.

### LeXXIesiècle: une ville en mutation sociale?
Depuis les années 1990, une volonté est affichée de redynamiser le tissu urbain lillois. Allié à la pression immobilière et à la redécouverte du pittoresque de la vie de quartier lilloise (en particulier de Wazemmes), les actions menées contribuent également à éloigner vers la périphérie les populations les plus populaires.

## Un héritage architectural malmené

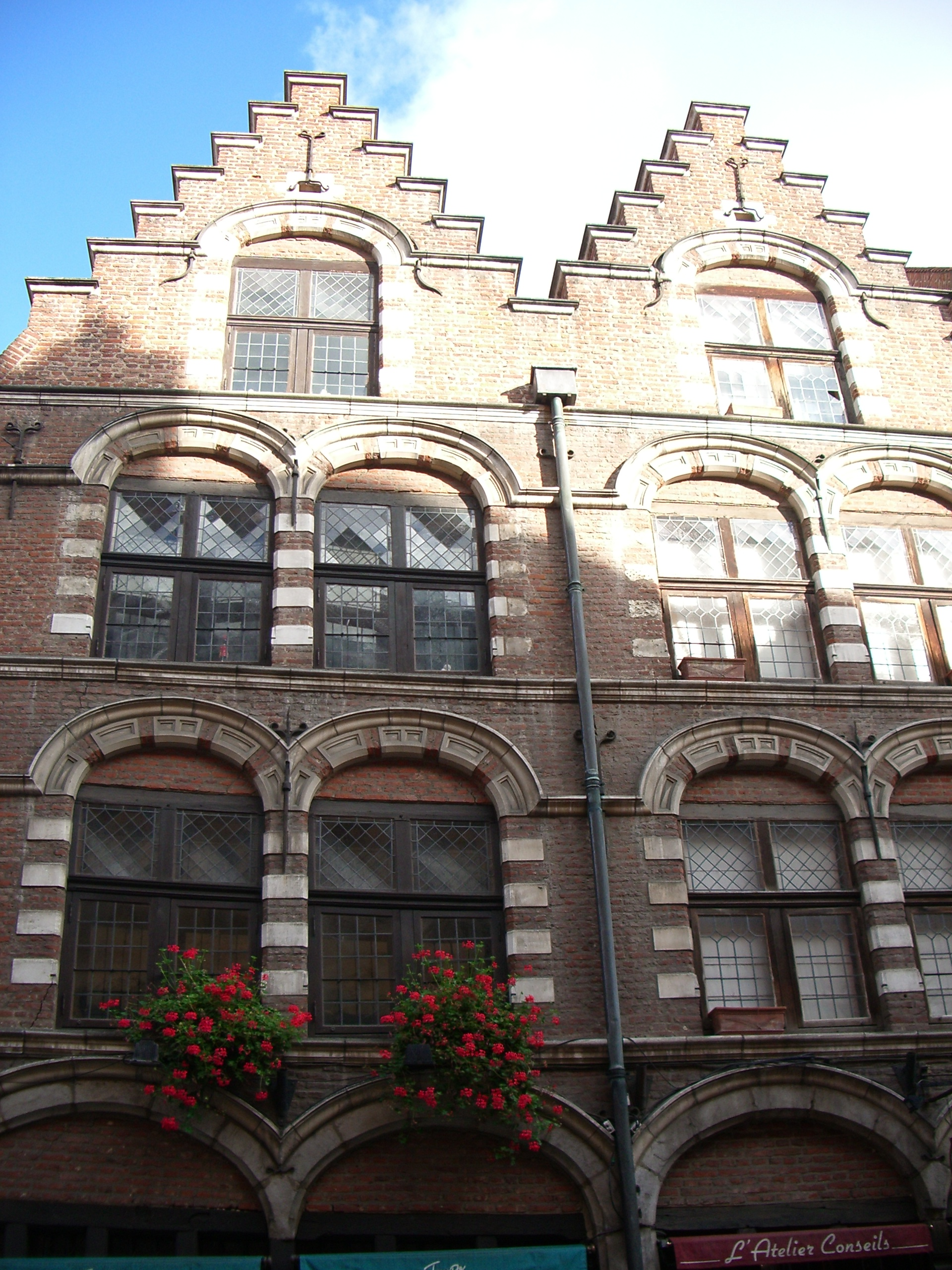
Façades de la rue de la monnaie

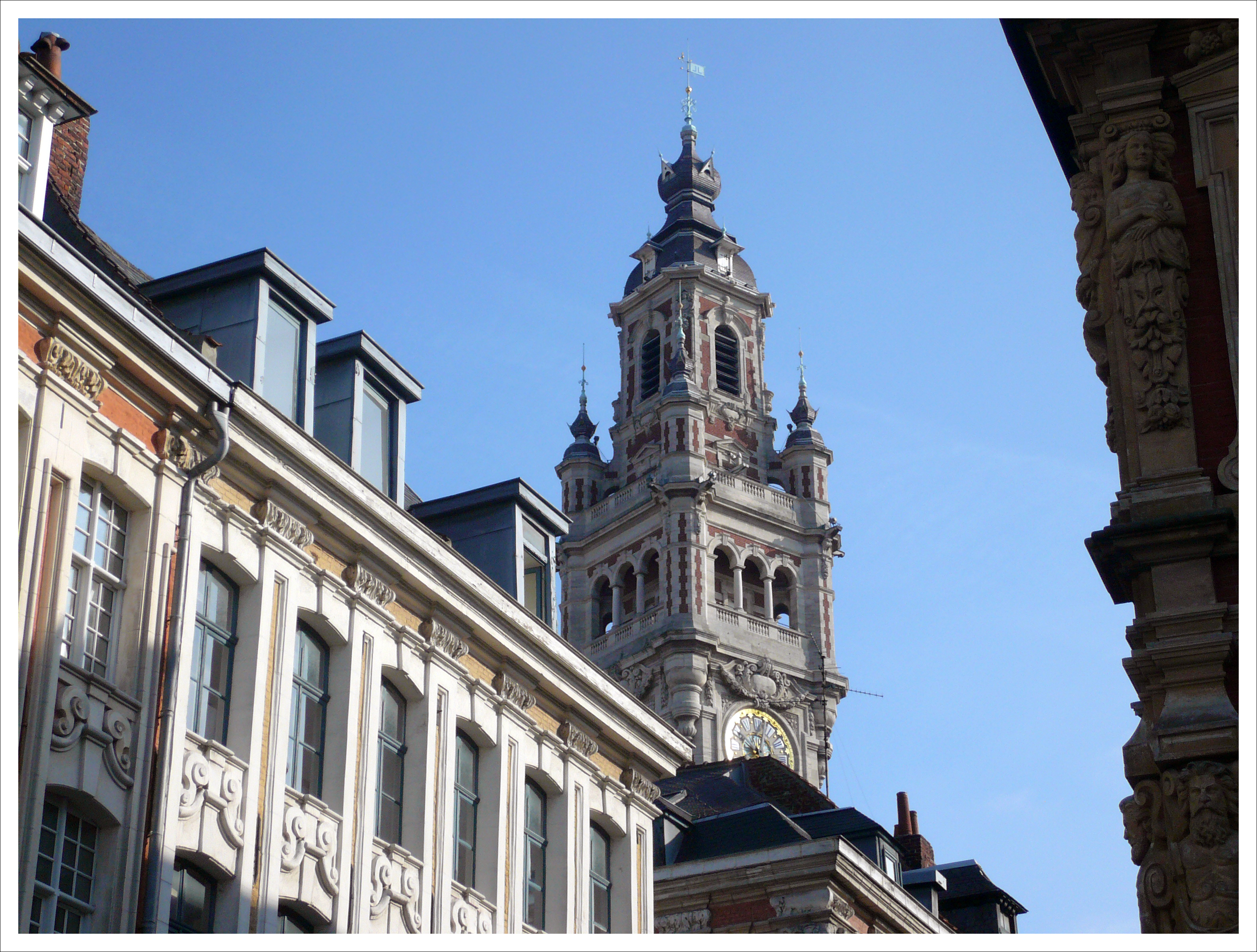
Vue sur le beffroi de la Chambre de Commerce, Lille.

Lille a toujours  été relativement prospère et a profité de son activité commerciale puis de son rôle de métropole d'une région fortement industrialisée. Son tissu urbain n’a jamais été figé et des ajouts et des modifications de toutes époques la parsèment. De plus, après sa conquête par Louis XIV, l’imposition d’une identité française s’est en partie réalisée à travers l’architecture. La création d’un nouveau quartier et de bâtiments publics a été accompagnée d’une tendance à la négation des héritages antérieurs. Ceci explique peut-être la propension, jusqu’à une époque récente, à négliger son passé et les héritages architecturaux civils les plus anciens (à l’exception peut-être de l’incontournable Vieille Bourse).
Un des quartiers médiévaux (Saint-Sauveur) n’est plus perçu comme tel, depuis sa destruction et son bétonnage massif au cours des années 1960. Seuls quelques bâtiments isolés, parfois exceptionnels (tel l’hospice Gantois transformé en hôtel) témoignent de son passé.
Le quartier du Vieux-Lille, pendant en rive gauche du cours primitif de la Deûle, de Saint-Sauveur, longtemps misérable et laissé à l’abandon, a failli subir le même sort, comme le rappelle le détonnant contraste entre l’hospice Comtesse et le palais de Justice. Sauvé grâce à une mobilisation associative, particulièrement celle de Renaissance du Lille Ancien, le Vieux-Lille, aujourd’hui restauré, est devenu un secteur de tourisme et de commerces de luxe.

## Les extensions du périmètre communal
L’enceinte fortifiée de Lille a connu sept extensions successives qui ont fait passer l’espace intra-muros de dix à 1 000 hectares sur une période de 800 ans.
| Étapes du développement topographique de Lille |  |  |  |  |  |
|                                                |  |  |  |  |  |

Aux XIXe et XXe siècles, la commune de Lille a été agrandie à plusieurs reprises par fusion ou association avec des communes voisines, faisant passer sa superficie de 4,11 km2 dont 2 km2 de surface urbanisée intra-muros au début du XIXe siècle à 21 km2 dont 7,2 km2 intramuros en 1858 et 34,83 km2 aujourd’hui.
| Date            | | Superficie en km² |
| --------------- | --- | ----------------- |
| 1789-1857       | Création de la commune de Lille en 1789, avec un périmètre communal très restreint ne débordant pas des fortifications de la ville. Le périmètre communal reste inchangé jusqu'en 1858. | 4,11              |
| 13 octobre 1858 | Annexion des communes d'Esquermes (5,75 km2), Fives (5,42 km2), Moulins-Lille et Wazemmes (ces deux dernières communes ayant une superficie combinée de 5,76 km2).                      | 21,04             |
| 1859-1976       | Pendant ces 118 années, près d'une centaine d'hectares de terrain en bordure de la commune sont rattachés à Lille.                                                                      | 22,18             |
| 24 avril 1977   | La commune d'Hellemmes-Lille (3,34 km2) est rattachée à Lille (fusion-association). | 25,52             |
| 27 février 2000 | La commune de Lomme (9,31 km2) est rattachée à Lille (fusion-association). | 34,83             |
| Sources : , .   | |                   |

## Les quartiers de Lille
Contrairement à la plupart des villes médiévales, Lille ne s’est donc pas développée de manière circulaire autour d’un hyper-centre, mais par la construction de quartiers entiers et en absorbant des villes avoisinantes. C'est pourquoi elle se présente plutôt comme une mosaïque de quartiers, avec chacun une physionomie et un dynamisme propre. Le Vieux-Lille n’est que l’un d’entre eux, largement excentré vers le nord.
| Les dix quartiers de Lille | |
| Bois-Blancs                | Situé à l'ouest de la ville, entre Lomme et Vauban-Esquermes, le quartier est entouré par la Deûle et présente une importante activité portuaire. Déjà quartier-pilote pour la décentralisation municipale (première mairie de quartier en 1979), c'est ici que se trouve EuraTechnologies. Ce projet, pendant d'Euralille pour l'ouest de Lille et de la Métropole, accueille déjà de nombreuses entreprises (dont Microsoft) et plusieurs centaines d'emplois. Il s'insère de plus dans un vaste projet de renouvellement urbain, « Les Rives de la Haute Deûle ». Avec 7 536 habitants, dont près de la moitié sont actifs, et une population assez jeune, le quartier des Bois Blancs est un quartier vivant « où tout le monde se connaît » dit-on. C'est là l'effet d'une situation géographique particulière et d'une vie associative animée. Les habitants du quartier ont réalisé une visite virtuelle de celui-ci consultable en ligne. |
| Faubourg de Béthune        | Situé au sud ouest de Lille, le Faubourg de Béthune est l’une des entrées de la ville parmi les plus fréquentées. Plus petit quartier de Lille en superficie, il est coupé en deux horizontalement par le périphérique. La partie au nord du périphérique, qui regroupe les secteurs Concorde et Verhaeren, est traversée par les anciens boulevards industriels le long desquels ont été édifiés de grands ensembles d’habitat social. Construits dès les années 1930 et jusqu'aux années 1950, ces grands ensembles sont élevés sur les anciennes fortifications du XIXe siècle. La partie au sud du périphérique, celle du secteur Vieux-Faubourg, le long de l'ancienne route de Béthune, est plus ancienne. |
| Fives                      | Situé à l'est de Lille, entre le périphérique et Hellemmes, Fives est le produit de l’industrialisation au XIXe siècle qui a fait de ce quartier « l’usine » de Lille. Pendant près de deux siècles, Fives a filé, tissé, forgé, fondu, assemblé, usiné. Le quartier a gardé de cette histoire socialement riche, une identité forte, très imprégnée de culture ouvrière. La restructuration urbaine, la percée de nouveaux axes de circulation interurbains, la construction de nouveaux logements, d’immeubles de bureaux, ont participé à l’effort de rénovation et de mixité sociale tout en permettant le maintien d’une population très attachée à son quartier. Une nouvelle place, la place Pierre De Geyter, a été aménagée au cœur de Fives, avec comme objectif de constituer un vrai centre autour de la mairie de quartier avec de nouveaux axes, des activités économiques et de nouveaux services à la population. |
| Lille-Centre               | Le Centre, c'est la vitrine de Lille, mais c'est aussi un quartier important de Lille, avec plus de 23 000 habitants. Il couvre un vaste secteur qui s'étend de la gare Saint-Sauveur aux halles centrales de la rue de Solférino, jusqu'à Euralille. Ce quartier atypique offre une densité commerciale et une vie culturelle intense. Le quartier n'est pas monolithique, on distingue quatre secteurs : le noyau ancien avec l'hypercentre comprenant les anciennes paroisses Saint-Étienne et Saint-Maurice autour de la Grand' Place, le quartier « haussmannien » du côté de la place de la République et du boulevard de la Liberté avec une extension vers l'ancien quartier de l'Université d'État autour de la place Philippe-Lebon (quartier Saint -Michel), le secteur plus récent des années 1960 qui concentre une partie de l'habitat collectif du quartier sur le territoire de l'ancien quartier populaire de Lille-Saint-Sauveur à proximité de l'Hôtel de Ville, avec notamment la résidence Delory, et le nouveau quartier Euralille aménagé à partir des années 1990. |
| Lille-Moulins              | Situé au sud est de Lille, Moulins est l’un des quartiers de la ville qui s’est le plus transformé au cours de ces dernières années. Les anciennes usines textiles ont été conservées pour accueillir des logements sociaux, un théâtre, une Médiathèque et des services administratifs. La Faculté de Droit, l’Institut d'études politiques de Lille, l’Institut régional d'administration ou encore l’École d’Optique s'y sont implantés, apportant au quartier une vie étudiante forte. Ce quartier est également bien doté en clubs et équipements sportifs, culturels et de santé. Au cours des dix dernières années, plus de 2 000 logements ont ainsi été construits à Moulins. La ZAC de la Porte de Valenciennes comprend la réhabilitation et la construction de nouveaux logements, d’équipements et d’espaces publics dans le prolongement d’Euralille. |
| Lille-Sud                  | Situé tout au sud de Lille, de l'autre côté du périphérique, le quartier de Lille-Sud] est l’un des plus importants de la ville avec plus de 20 000 habitants. Il est bordé à l’ouest par l’immense site universitaire hospitalier qu’est le CHRU et son pôle de développement économique Eurasanté, la nouvelle faculté de médecine et l’hôpital Jeanne de Flandre. Au centre, la rue du Faubourg des Postes profile son devenir de « Faubourg des Modes ». À l'est, le cimetière du sud occupe une superficie de 33 hectares. La mise en œuvre du « Grand Projet Urbain » promet le quartier à des transformations importantes en matière de logements, d’équipements et de qualité du cadre de vie dans les prochaines années. |
| Saint-Maurice Pellevoisin  | Situé au nord est de Lille, à deux pas du centre-ville, d’Euralille et de la Gare de Lille-Europe, le quartier Saint-Maurice Pellevoisin dispose de nombreux atouts dont la qualité urbaine est marquée par un habitat très diversifié. Saint-Maurice Pellevoisin est situé le long des axes majeurs de la métropole lilloise que sont le Grand Boulevard, le périphérique et la Voie Rapide Urbaine Lille-Roubaix. Il est traversé et irrigué par la rue du Faubourg de Roubaix, vers le Centre, et la liaison Fives - La Madeleine, par les rues Saint-Gabriel et de la Louvière. Le sud ouest du quartier est occupé par le cimetière de l'est, d'une superficie de 22 hectares. |
| Vauban-Esquermes           | Situé à l'ouest, au sud de la citadelle, Vauban-Esquermes est le plus jeune de tous les quartiers lillois, le plus « étudiant », avec notamment l'Institut catholique de Lille, l'EDHEC et de nombreux établissements supérieurs. C'est aussi celui qui a le plus progressé en nombre d’habitants depuis dix ans. Deux atouts du quartier sont vivement appréciés de ses habitants, d’une part sa proximité immédiate du centre-ville et d’autre part son ouverture sur les grands espaces verts (Bois de Boulogne, jardin Vauban, Zoo) qui en font le quartier le plus aéré de Lille. |
| Vieux-Lille                | Situé au nord, le Vieux-Lille] est sans doute – avec le Centre – le quartier le plus fréquenté et le plus connu de Lille. L’effort accompli depuis plusieurs années pour mettre en valeur son patrimoine et y créer une ambiance attrayante a fait son succès auprès des habitants mais aussi des touristes qui y viennent de plus en plus nombreux. Avec le label « Lille, ville d’art et d’histoire » ou celui de « Lille, ville touristique », l’attraction est encore plus forte. On a plaqué sur le Vieux-Lille] le cliché du quartier riche parce qu’il est proche de l’hyper-centre et qu’il est historique. mais, contrairement aux idées reçues, il présente une grande mixité sociale. |
| Wazemmes                   | Ce quartier ancien et populaire, bordé à l'ouest par Vauban-Esquermes, au nord par le Centre et à l'est par Moulins, a su opérer une profonde mutation. Peu à peu, les friches industrielles, les usines fermées, ont été démolies ou reconquises. Ces espaces libérés ont été transformés soit en équipements collectifs, soit en logements ou en espaces verts, favorisant l’arrivée d’une population nouvelle, plus jeune et plus diversifiée, tout en maintenant la mixité sociale. Le rayonnement de Wazemmes a largement dépassé les limites du quartier et de la ville et l’on vient de loin au Marché de Wazemmes le dimanche (40 000 visiteurs chaque dimanche matin) mais aussi rue Léon-Gambetta qui draine chaque jour de nombreux visiteurs sur ses 1,2 km de linéaire commercial. |

À ces quartiers traditionnels il faut ajouter Hellemmes à l'est et Lomme à l'ouest, communes associées plus récemment.
| Les deux communes associées | |
| Hellemmes-Lille             | Situé à l’est de la ville, dans le prolongement de Fives, Hellemmes se développe comme lui avec la révolution industrielle. Au cours de la première moitié du XXe siècle, Hellemmes est une cité ouvrière organisée autour de l’immense usine de Fives Cail Babcock, des ateliers d’entretien de la SNCF et de nombreuses entreprises textiles. Fortement touché par les bombardements de la Seconde Guerre mondiale, confronté au déclin de ses industries à partir des années 1970, Hellemmes a connu et connaît encore actuellement d’importants programmes de construction et de rénovation urbaine.                                                                                     |
| Lomme                       | Situé à l’ouest de Lille, couvrant une surface de plus de 930 hectares, Lomme s’est dans un premier temps développé le long de la route de Dunkerque, longtemps nommée la Grand'Route, sur un territoire à forte dominante rurale. Dans les années 1920, Lomme accueille la nouvelle gare de triage de Lomme-Délivrance et la cité jardin construite par la Compagnie des chemins de fer du Nord pour y loger ses employés. Forte de 28 000 habitants, Lomme est aujourd’hui une ville résidentielle dont les réserves foncières ont permis d’accueillir le second Marché d'intérêt national du pays, une zone d’activité commerciale et le plus grand complexe cinématographique de France. |